# بنانا، کوئینزلند
بنانا (به انگلیسی: Banana) یک شهرک در استرالیا است که در کوئینزلند واقع شده‌است.